# De Garage (televisieprogramma)
De Garage is een Nederlands televisieprogramma op de VPRO gepresenteerd door Eric Corton en Nathalie Strijbosch.
In dit televisieprogramma staat de auto centraal. Vanuit een omgebouwde garage spreekt Eric Corton met verschillende gasten over auto's, komen er verschillende spelletjes (oa. “wielen-wissel-competitie”) aan bod en worden er enkele filmpjes getoond.
Elke aflevering stond een klassieke of opmerkelijke auto in de kijker en was het in studio aanwezige publiek lid van een fanclub van deze auto. 
Aflevering 1: Peugeot 205 GTI
Aflevering 2: Jeep
Aflevering 3:
De muziek werd live gebracht door de Belgische band The Seatsniffers. 